# 남원읍
남원읍(南元邑)은 제주특별자치도 서귀포시의 중부에 있는 읍으로, 1980년에 읍으로 승격하였다. 면적은 188.71km2이며, 인구는 2018년 12월 31일을 기준으로 8,438세대, 19,038명이다. 읍사무소 소재지는 남원리이다. 서쪽으로 효돈동, 영천동과 접하고 동쪽으로 표선면과 접한다.남쪽 전면에 지귀도가 자리 잡고 있다. 감귤 생산이 많고 기업 목축도 많으나, 수산업은 미약하다. 관광 자원으로 태흥리 고분과 신례리의 제주벚나무 자생지가 있다.

## 역사
- 1914년 4월 1일 전라남도 정의군 서중면(西中面)을 제주군 서중면으로 개편하였다.[2] (9법정리)
- 1915년 5월 1일 제주군(郡)을 제주도(島)로 개편하였다.[3]
- 1935년 4월 1일 서중면을 남원면(南元面)으로 개칭하였다.[4]
- 1946년 8월 1일 전라남도 제주도(島) 남원면을 제주도(道) 남제주군 남원면으로 개편하였다.[5]
- 1960년 5월 1일 위미출장소를 설치하였다.
- 1980년 12월 1일 남원면을 남원읍으로 승격하였다.[6]
- 2004년 7월 1일 위미출장소를 폐지하였다.
- 2006년 7월 1일 제주도 남제주군 남원읍을 제주특별자치도 서귀포시 남원읍으로 개편하였다.[7]

## 행정 구역
- 남원리(南元里): 읍사무소 소재지
- 수망리(水望里)
- 신례리(新禮里)
- 신흥리(新興里)
- 위미리(爲美里)
- 의귀리(衣貴里)
- 태흥리(泰興里)
- 하례리(下禮里)
- 한남리(漢南里)

## 주요 기관

### 관공서
- 남원읍사무소
- 서귀포경찰서 남원파출소
- 제주해양경찰서 위미출장소
- 서귀포소방서 남원119센터

### 교육 기관
- 제주남원초등학교
- 태흥초등학교
- 하례초등학교
- 흥산초등학교
- 의귀초등학교
- 위미초등학교
- 신례초등학교
- 제주남원중학교
- 위미중학교

## 교통

### 도로
- 지방도 제1118호선
- 지방도 제1119호선
- 지방도 제1132호선
- 지방도 제1136호선

## 항구
- 위미항 - 위미리에 있는 국가어항이다.